# Contea di Clare (Michigan)
La contea di Clare, in inglese Clare County, è una contea dello Stato del Michigan, negli Stati Uniti. La popolazione al censimento del 2000 era di 31 252 abitanti. Il capoluogo di contea è Harrison.